# 7 septembre en sport
7 août 7 octobre
Chronologies thématiques
- Croisades
- Ferroviaires
- Disney

Le 7 septembre est le 250e jour de l'année (251e en cas d'année bissextile) du calendrier grégorien.

## Événements

### XIXesiècle
- 1893 :
  - (Football) : fondation du club italien de Genoa.
- 1896 :
  - (Sport automobile) : Courses du Rhode Island State Fair (à Providence) remporté par  Andrew L. Riker.

### XXesièclede1901à1950
- 1924 :
  - (Football) : Genoa est champion d’Italie.
- 1930 :
  - (Sport automobile) : Grand Prix automobile de Monza.
- 1947 :
  - (Sport automobile) : Grand Prix automobile d'Italie 1947.

### XXesièclede1951à2000
- 1952 :
  - (Formule 1) : Grand Prix automobile d'Italie 1952.
- 1958 :
  - (Formule 1) : Grand Prix automobile d'Italie 1958.
- 1959 :
  - (Jeux panaméricains) : à Chicago, clôture de la troisième édition des Jeux panaméricains.
- 1969 :
  - (Formule 1) : Grand Prix automobile d'Italie 1969.
- 1975 :
  - (Formule 1) : Grand Prix automobile d'Italie 1975.
- 1986 :
  - (Formule 1) : Grand Prix automobile d'Italie 1986.
- 1997 :
  - (Formule 1) : Grand Prix automobile d'Italie 1997.

### XXIesiècle
- 2005 :
  - (Football) : l'équipe de France de football s'impose face à l'Irlande 1-0 grâce à un but de Thierry Henry, inscrit à la 68e minute de ce match qualificatif pour la coupe du monde 2006 en Allemagne. En marge du match de foot, l'équipe de France a été victime d'un canular téléphonique de l'imitateur Gérald Dahan qui s'est fait passer pour Jacques Chirac. Il a demandé à Raymond Domenech et Zinédine Zidane de convaincre l'ensemble de l'équipe de mettre la main sur le cœur pendant la diffusion de la Marseillaise.
- 2007 :
  - (Rugby à XV) : début de la coupe du monde de rugby à XV en France : En match d'ouverture, au stade de France à Saint-Denis, l'équipe de France perd contre l'Argentine sur le score de 17-12.
- 2008 :
  - (Formule 1) : Grand Prix de Belgique.
- 2011 :
  - (Hockey sur glace) : accident de l'avion transportant le Lokomotiv Iaroslavl ayant à son bord les joueurs et employés du Lokomotiv Iaroslavl, équipe de la Ligue continentale de hockey, cause une quarantaine de morts.
- 2012 :
  - (Football) : dans le cadre des Éliminatoires Coupe du monde 2014, la France bat la Finlande 0 à 1.
- 2015 :
  - (Cyclisme sur route /Tour d'Espagne) : le luxembourgeois Fränk Schleck s'impose dans l'étape du jour et l'Espagnol Joaquim Rodríguez prend le maillot rouge.
- 2016 : 
  - (Cyclisme sur route /Tour d'Espagne) : sur la 17e étape du Tour d'Espagne 2016, victoire du Suisse Mathias Frank et le Colombien Nairo Quintana conserve le maillot de leader.
  - (Jeux paralympiques d'été) : Cérémonie d'ouverture des Jeux paralympiques d'été de 2016 à Rio de Janeiro.
- 2017 : 
  - (Cyclisme sur route /Tour d'Espagne) : sur la 18e étape du Tour d'Espagne 2017, qui relie Suances à Santo Toribio de Liébana, sur une distance de 169 kilomètres, victoire du Belge Sander Armée. Le Britannique Christopher Froome conserve le maillot rouge.
- 2018 : 
  - (Cyclisme sur route /Tour d'Espagne) : sur la 13e étape du Tour d'Espagne qui relie Candás et La Camperona, sur un parcours de 174,8 kilomètres, victoire de l'Espagnol Óscar Rodríguez, son compatriote Jesús Herrada conserve le maillot rouge.
  - (Tennis /Grand Chelem) : en finale du double messieurs de l'US Open, victoire des américains Mike Bryan et Jack Sock qui s'imposent face au Polonais Łukasz Kubot associé au Brésilien Marcelo Melo 6-3, 6-1.
- 2023 :
  - (Cyclisme sur route /Tour d'Espagne) : sur la 12e étape du Tour d'Espagne qui se déroule entre Ólvega (Castille-et-León) et Saragosse (Aragon) sur une distance de 151 km, victoire du Colombien Sebastián Molano et l'Américain Sepp Kuss conserve le maillot rouge.

## Naissances

### XIXesiècle
- 1848 : 
  - Emma Cooke, archère américaine. Médaillée d'argent double national round, du double columbia round et par équipes aux Jeux de Saint-Louis 1904. († 22 janvier 1929).
- 1872 : 
  - Wilhelm Henie,  cycliste sur piste et patineur de vitesse norvégien. Champion du monde de cyclisme sur piste du demi-fond 1894. († 10 mai 1937).
- 1894 : 
  - Vic Richardson, joueur de cricket australien. (19 sélections en test cricket). († 30 octobre 1969).
- 1899 : 
  - Emilio de la Forest de Divonne, dirigeant sportif italien. Président de la Juventus de 1955 à 1961. († 25 juillet 1961).

### XXesièclede1901à1950
- 1908 : 
  - Paul Brown, entraîneur de foot U.S. américain. († 5 août 1991).
- 1915  : 
  - Jock Dodds, footballeur écossais. (8 sélections en équipe nationale). († 24 février 2007).
- 1917  :
  - Tetsuo Hamuro, nageur japonais. Champion olympique du 200m brasse aux Jeux de Berlin 1936. († 30 octobre 2005).
- 1919  : 
  - Albéric Schotte, cycliste sur route belge. Champion du monde de cyclisme sur route 1948 et 1950. Vainqueur des Tours des Flandres 1942 et 1948, puis des Gand-Wevelgem 1950 et 1955. († 4 avril 2004).
- 1923 : 
  - Louise Suggs, golfeuse américaine. Fondatrice du LPGA Tour. († 7 août 2015).
- 1927  : 
  - Carlos Romero, footballeur uruguayen. Champion du monde de football 1950. (11 sélections en équipe nationale). († 28 juillet 1999).
- 1945 : 
  - Jacques Lemaire, hockeyeur sur glace puis entraîneur canadien.

### XXesièclede1951à2000
- 1956 :
  - Byron Stevenson, footballeur gallois. (15 sélections en équipe nationale). († 6 septembre 2007).
- 1959 :
  - Alfreð Gíslason, handballeur puis entraîneur islandais. (189 sélections en équipe nationale). Vainqueur de la Coupe EHF de handball 2001, des Ligue des champions 2002, 2010 et 2012. Sélectionneur de l'Équipe d'Islande de 2006 à 2008.
  - Thierry Peponnet, skipper français. Médaillé de bronze en 470 aux Jeux de Los Angeles 1984 et champion olympique en 470 aux Jeux de Séoul 1988. Champion du monde de voile en 470 1986.
- 1963 :
  - Éric Di Meco, footballeur français. Vainqueur de la Ligue des champions 1993. (23 sélections en équipe de France).
- 1964 :
  - Peter Hardman, pilote de courses automobile d'endurance britannique.
  - Andy Hug, kick-boxeur suisse. († 24 août 2000).
- 1967 :
  - Jean-Michel Monin, cycliste sur piste et sur route français. Champion olympique de la poursuite par équipes aux Jeux d'Atlanta 1996.
- 1968 :
  - Marcel Desailly, footballeur puis consultant TV franco-ghanéen. Champion du monde de football 1998. Champion d'Europe de football 2000. Vainqueur de la Ligue des champions 1993 et 1994. (116 sélections en équipe de France).
- 1970 :
  - Gino Odjick, hockeyeur sur glace canadien. († 15 janvier 2023).
- 1971 :
  - Briana Scurry, footballeuse puis dirigeante sportive américaine. Championne olympique aux Jeux d'Atlanta 1996 et aux Jeux d'Athènes 2004 puis médaillée d'argent aux Jeux de Sydney 2000. Championne du monde de football 1999. (173 sélections en équipe nationale).
- 1974 :
  - Mario Frick, footballeur liechtensteinois. (117 sélections en équipe nationale).
  - Erwan Le Roux, navigateur français.
  - Antonio McDyess, basketteur américain.
  - Stéphane Henchoz, footballeur et entraineur Suisse (72 sélections en équipe de Suisse)
- 1975 :
  - Norifumi Abe, pilote de vitesse moto japonais. (3 victoires en Grand Prix). († 7 octobre 2007).
  - Malik Dixon, basketteur américain.
- 1976 :
  - Jeanne Grégoire, navigatrice française.
- 1979 :
  - Tariq Kirksay, basketteur américain puis français. (29 sélections en équipe de France).
  - Paul Mara, hockeyeur sur glace américain.
- 1980 :
  - Gabriel Milito, footballeur argentin. Vainqueur de la Ligue des champions 2009 et 2011. (43 sélections en équipe nationale).
- 1981 :
  - Henri Caroine, footballeur franco-tahitien. Champion d'Océanie de football 2012.
- 1982 :
  - Lukas Gerber, hockeyeur sur glace suisse
  - Kimberly Butler, basketteuse britannique
- 1983 :
  - Benoît Baby, joueur de rugby à XV français. Vainqueur de la Coupe d'Europe de rugby à XV 2005 et du Challenge européen 2012. (9 sélections en équipe de France).
  - Philip Deignan, cycliste sur route irlandais.
- 1984 :
  - João Miranda, footballeur brésilien. Vainqueur de la Ligue Europa 2012. (51 sélections en équipe nationale).
  - Vera Zvonareva, joueuse de tennis russe. Médaillée de bronze en simple aux Jeux de Pékin 2008. Victorieuse des Fed Cup 2004 et 2008.
- 1985 :
  - Rafinha, footballeur brésilio-allemand. Médaillé de bronze aux Jeux de Pékin 2008. Vainqueur de la Ligue des champions de l'UEFA 2013 et de la Copa Libertadores 2019. (4 sélections avec l'équipe du Brésil).
- 1986 :
  - Dragoș Grigore, footballeur roumain. (23 sélections en équipe nationale).
  - Denis Istomin, joueur de tennis ouzbèke.
  - Jamea Jackson, joueuse de tennis américaine.
- 1987 :
  - Mohammad Ahsan, joueur de badminton indonésien. Champion du monde de badminton du double hommes 2013 et 2015.
  - Víctor Rodríguez Soria, footballeur andorran. (18 sélections en équipe nationale).
  - Robert Snodgrass, footballeur écossais. (18 sélections en équipe nationale).
  - Aleksandra Wozniak, joueuse de tennis canadienne.
- 1988 :
  - Alex Harvey, fondeur canadien. Champion du monde du sprint par équipes du ski de fond 2011.
  - Kevin Love, basketteur américain. Champion olympique aux Jeux de Londres 2012. Champion du monde de basket-ball masculin 2010. (13 sélections en équipe nationale).
  - Anthony Pannier, nageur français.
  - Damian Wojtaszek, volleyeur polonais. Champion du monde masculin de volley-ball 2018. (45 sélections en équipe nationale).
- 1989 :
  - Aaron Palushaj, hockeyeur sur glace américain.
- 1990 :
  - Valentin Porte, handballeur français. Médaillé d'argent aux Jeux de Rio 2016 puis champion olympique aux Jeux de Tokyo 2020. Champion du monde de handball masculin 2015 et 2017, médaillé de bronze en 2019 puis d'argent en 2023. Champion d'Europe de handball masculin 2014 et médaillé de bronze en 2018. Vainqueur de la Ligue des champions 2018. (179 sélections en équipe de France).
- 1991 :
  - Joe Harris, basketteur américain.
- 1992 :
  - Alexey Lutsenko, cycliste sur route kazakh.
- 1994 :
  - Demetrius Jackson, basketteur américain.
- 1996 :
  - Sondes Hachana, handballeuse tunisienne. (20 sélections en équipe nationale).
- 1998 :
  - Jakov Medić, footballeur croate.
  - Ola Solbakken, footballeur norvégien. (9 sélections en équipe nationale).
- 1999 :
  - Iñaki Ayarza, joueur de rugby à XV chilien. (14 sélections en équipe nationale).
- 2000 :
  - Johan Hove, footballeur norvégien.

### XXIesiècle
- 2004 :
  - Zsombor Gruber, footballeur hongrois.

## Décès

### XIXesiècle
- 1895 : 
  - Leonard Sidgwick Howell, 47 ans, footballeur anglais. (1 sélection en équipe nationale). (° 6 août 1848).

### XXesièclede1951à2000
- 1956 : 
  - C. B. Fry, 84 ans, joueur de cricket, footballeur, athlète et joueur de rugby anglais. (26 sélections en Test cricket). (° 25 avril 1872).
- 1965 : 
  - Robert Benson, 71 ans, hockeyeur sur glace puis entraîneur canadien. Champion olympique aux Jeux d'Anvers 1920. (° 18 mai 1894).
- 1970 : 
  - Robert Jacquet, 64 ans, rameur français. (° 6 avril 1906).
- 1982 :
  - Ken Boyer, 51 ans, joueur de baseball puis dirigeant sportif américain. (° 20 mai 1931).
- 1984 :
  - Joe Cronin, 77 ans, joueur de baseball américain. (° 12 octobre 1906).
  - Don Tallon, 68 ans, joueur de cricket australien. (21 sélections en test cricket). (° 17 février 1916).
- 1988 : 
  - Raymond Dubly, 94 ans, footballeur français. (31 sélections en équipe de France). (° 5 novembre 1893).
- 1999 : 
  - Jacques Bayardon, 65 ans, joueur de rugby français. (3 sélections en équipe de France). (° 25 janvier 1934).
  - Thierry Claveyrolat, 40 ans, cycliste sur route français. (° 31 mars 1959).

### XXIesiècle
- 2007 :
  - Norman Deeley, 73 ans, footballeur anglais. (2 sélections en équipe nationale). (° 30 novembre 1933).
  - Doris Metaxa, 96 ans, joueuse de tennis française. (° 12 juin 1911).
- 2011 : 
  - Vitali Anikeïenko, 24 ans, hockeyeur sur glace russo-ukrainien. (° 2 janvier 1987).
  - Mikhaïl Balandine, 31 ans, hockeyeur sur glace russe. (° 27 juillet 1980).
  - Pavol Demitra, 36 ans, hockeyeur sur glace slovaque. (° 29 novembre 1974).
  - Robert Dietrich, 25 ans, hockeyeur sur glace germano-russe. (° 25 juillet 1986).
  - Artiom Iartchouk, 21 ans, hockeyeur sur glace russe. (° 3 mai 1990).
  - Aleksandr Kalianine, 23 ans, hockeyeur sur glace russe. (° 24 septembre 1987).
  - Marat Kalimouline, 23 ans, hockeyeur sur glace russe. (° 20 août 1988).
  - Aleksandr Karpovtsev, 41 ans, hockeyeur sur glace puis entraîneur russe. Champion du monde de hockey sur glace 1993. (° 7 avril 1970).
  - Andreï Kirioukhine, 24 ans, hockeyeur sur glace russe. (° 4 août 1987).
  - Nikita Klioukine, 21 ans, hockeyeur sur glace russe. (° 10 novembre 1989).
  - Igor Koroliov, 41 ans, hockeyeur sur glace puis entraîneur soviétique puis russo-canadien. (° 6 septembre 1970).
  - Stefan Liv, 30 ans, hockeyeur sur glace suédois. (° 21 décembre 1980).
  - Brad McCrimmon, 52 ans, hockeyeur sur glace puis entraîneur canadien. (° 29 mars 1959).
  - Jan Marek, 31 ans, hockeyeur sur glace tchèque. (° 31 décembre 1979).
  - Sergueï Ostaptchouk, 21 ans, hockeyeur sur glace russo-biélorusse. (° 19 mars 1990).
  - Iouri Ourytchev, 20 ans, hockeyeur sur glace russe. (° 3 avril 1991).
  - Karel Rachůnek, 32 ans, hockeyeur sur glace tchèque. Champion du monde de hockey sur glace 2010. (° 27 août 1979).
  - Rouslan Saleï, 36 ans, hockeyeur sur glace biélorusse. (° 2 novembre 1974).
  - Kārlis Skrastiņš, 37 ans, hockeyeur sur glace letton. (° 7 juillet 1974).
  - Daniil Sobtchenko, 20 ans, hockeyeur sur glace russo-ukrainien. (° 13 avril 1991).
  - Guennadi Tchourilov, 24 ans, hockeyeur sur glace russe. (° 5 mai 1987).
  - Ivan Tkatchenko, 21 ans, hockeyeur sur glace russe. (° 9 novembre 1979).
  - Pavel Trakhanov, 31 ans, hockeyeur sur glace russe. (° 21 mars 1978).
  - Josef Vašíček, 30 ans, hockeyeur sur glace tchèque. (° 12 septembre 2011).
  - Aleksandr Vassiounov, 23 ans, hockeyeur sur glace russe. (° 22 avril 1988).
  - Oleksandr Vioukhine,  38 ans, hockeyeur sur glace soviétique puis ukrainien. (° 9 janvier 1973).
- 2012 : 
  - Leszek Drogosz, 79 ans, boxeur polonais. Médaillé de bronze des -67 kg aux Jeux de Rome 1960. (° 6 janvier 1933).
  - Aleksandr Maksimenkov, 60 ans, footballeur puis entraîneur soviétique puis russe. (8 sélections en équipe nationale). (° 17 août 1952).
- 2013 : 
  - Marek Špilár, 38 ans, footballeur slovaque. (30 sélections en équipe nationale). (° 11 février 1975).